# Trofozoit
Trofozoit – struktura inwazyjna pełzakowatych. Najczęściej ma w swojej budowie struktury zapewniające poruszanie się w organizmie żywiciela. Zdecydowanie większy od cysty (formy przetrwalnikowej). W swojej budowie zawiera:
- ektoplazmę – która może wytwarzać pseudopodia (pozwala to na ruchy ameboidalne)
- endoplazmę – zawarte są w niej organelle komórkowe, m.in. wodniczki pokarmowe, kariosom w centralnej części jądra komórkowego (jest to cecha diagnostyczna podczas identyfikacji parazytozy)[1]